# Juliusz Nagórski

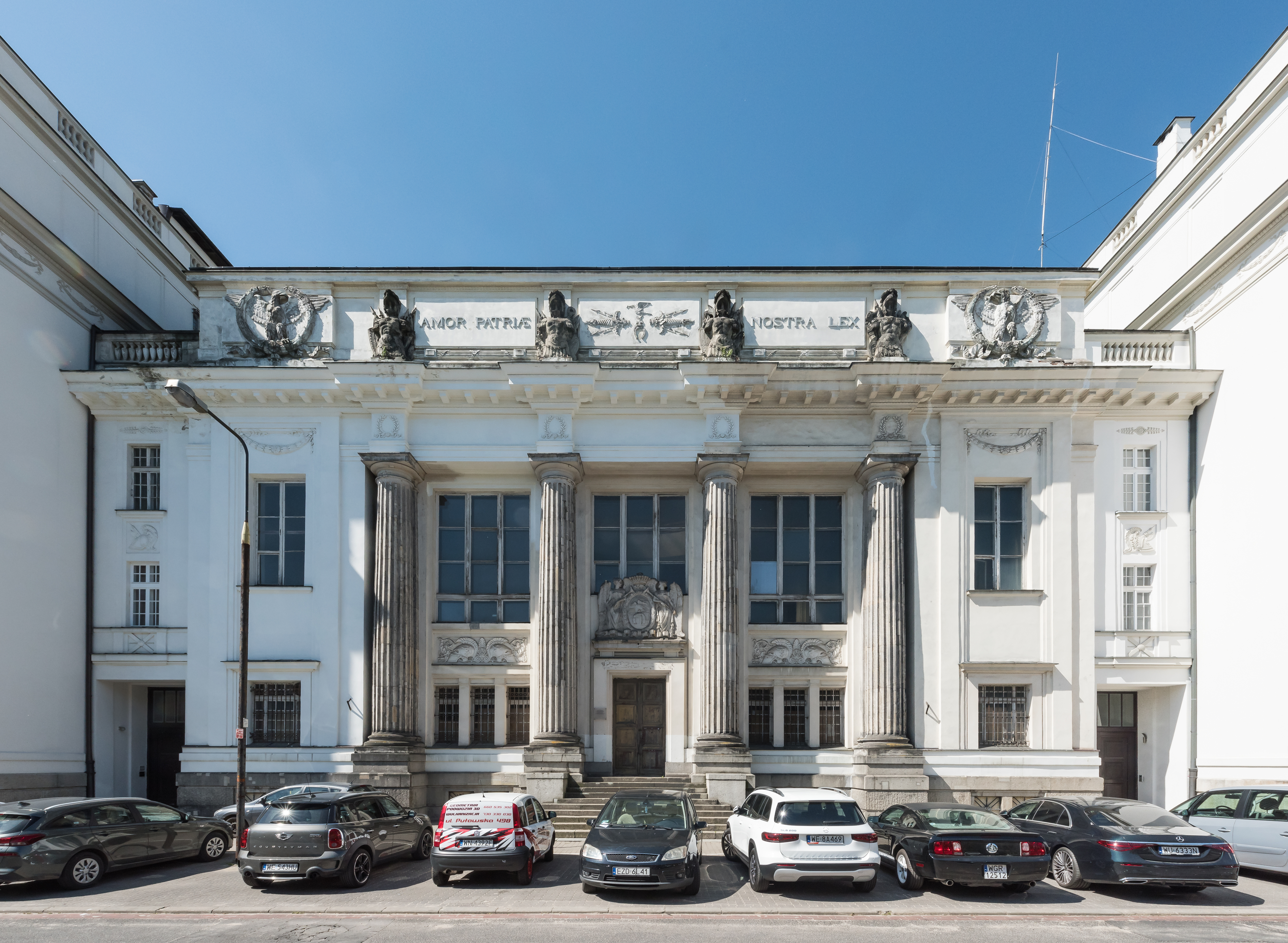
Gmach Biblioteki Ordynacji Krasińskich przy ulicy Okólnik w Warszawie

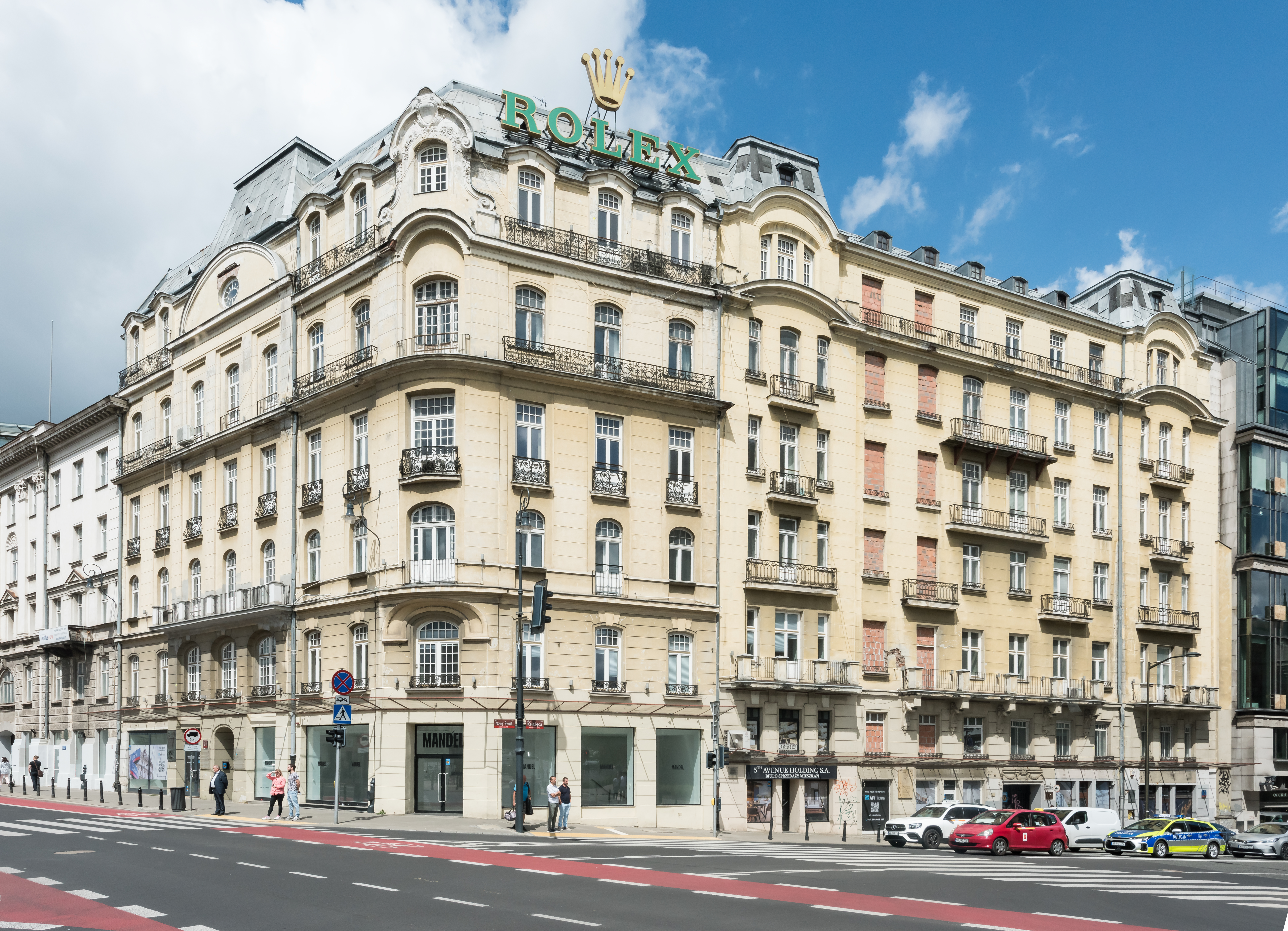
Kamienica przy ulicy Nowy Świat 2 w Warszawie

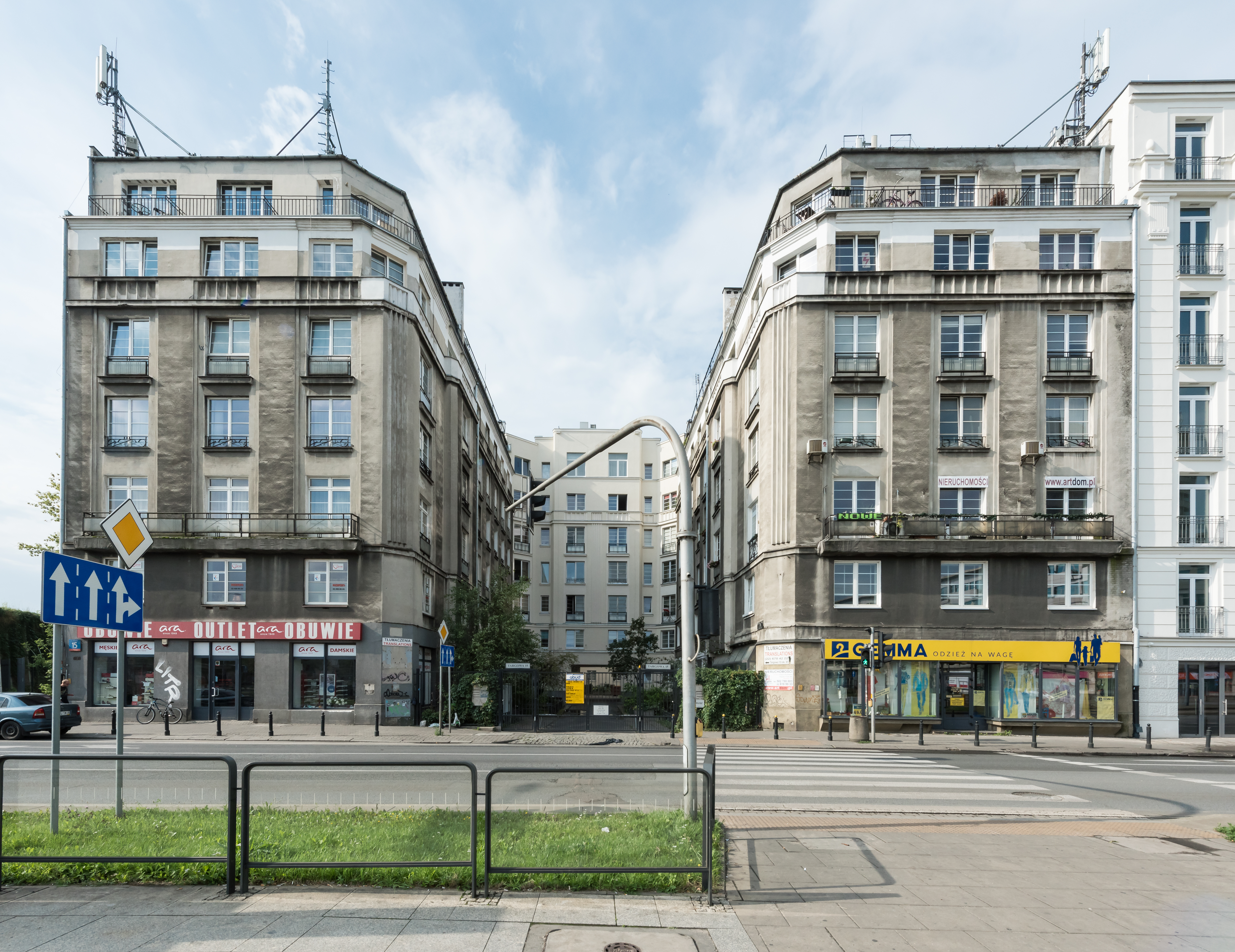
Dom własny architekta przy ulicy Targowej 15 w Warszawie

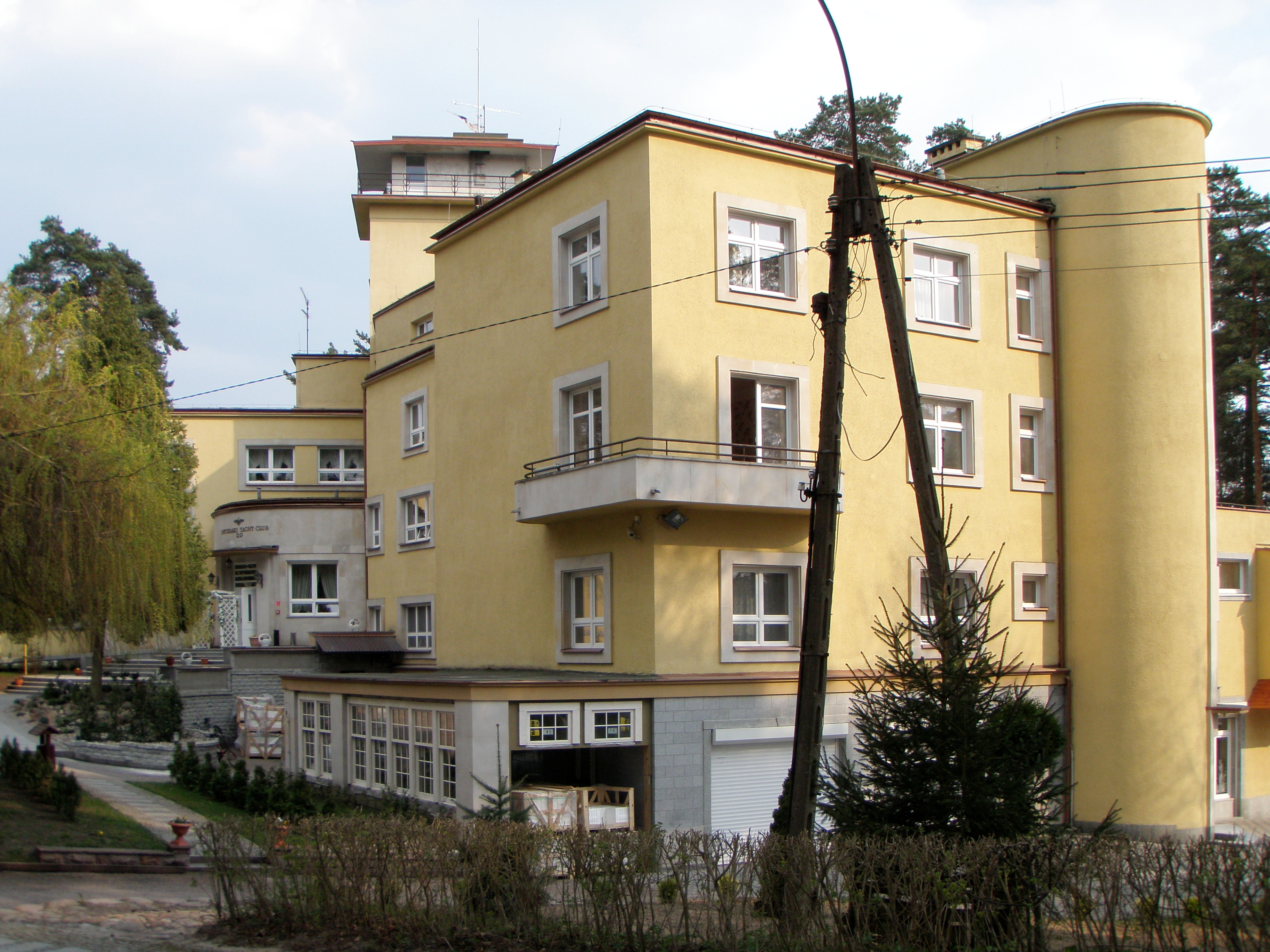
Oficerski Yacht Club w Augustowie

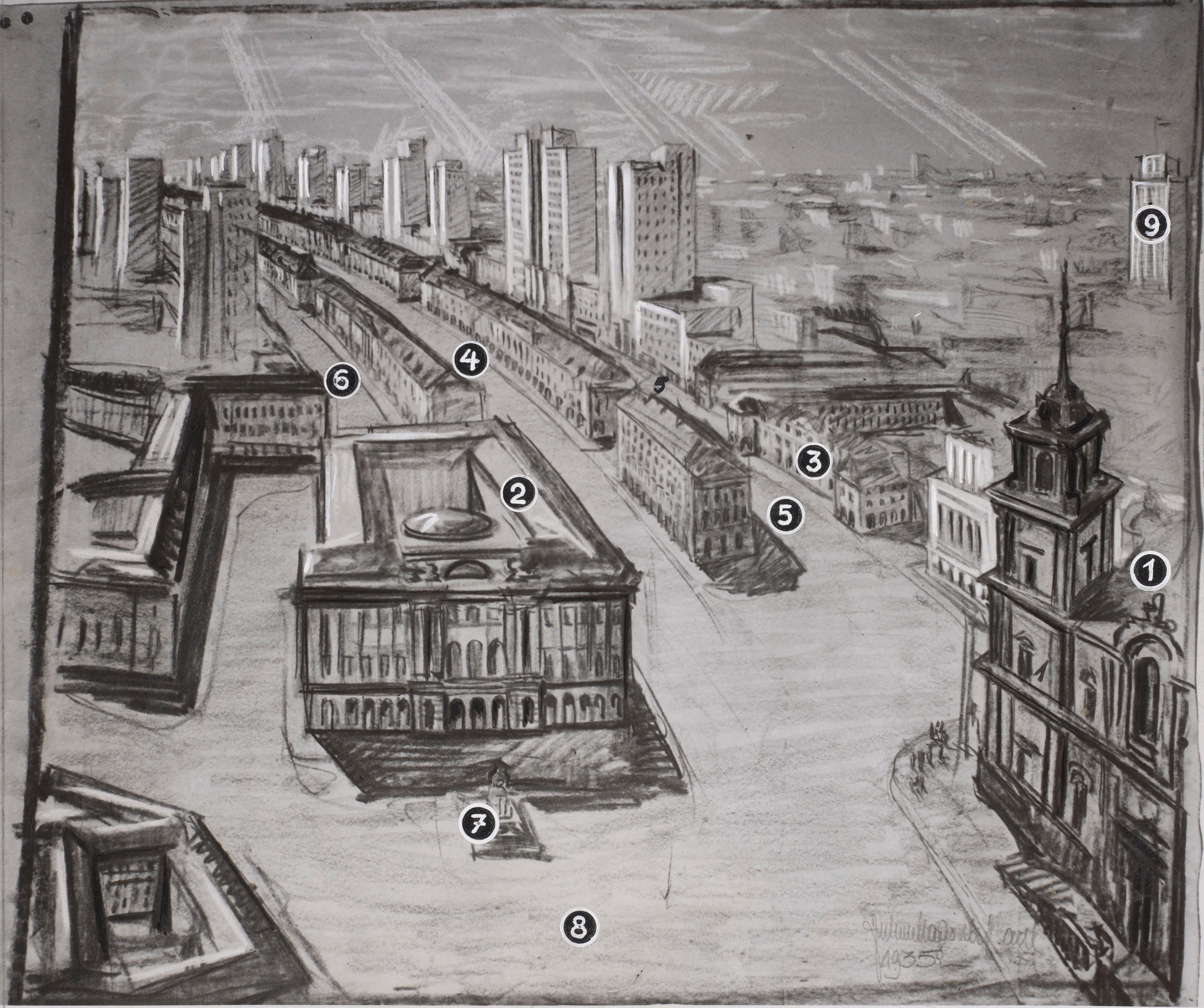
Plan przebudowy ulicy Nowy Świat, ok. 1935

Juliusz Nagórski (ur. 17 kwietnia 1887 w Warszawie, zm. 7 sierpnia 1944 tamże) – polski architekt, urbanista i malarz.

## Życiorys
Był synem Adama i Walentyny z Kietlińskich. Rodzice posiadali dom letni w Nałęczowie, w którym często przebywał. Ukończył rządową szkołę realną (gimnazjum) w Warszawie; już wówczas zauważono jego wyjątkowe uzdolnienia plastyczne i muzyczne.
W 1904 rozpoczął studia na Wydziale Inżynierii i Budownictwa Instytutu Politechnicznego im. Mikołaja II, a równolegle rozpoczął naukę w warszawskiej Szkole Sztuk Pięknych. Gdy po strajku studentów w 1905 Instytut Politechniczny został zamknięty, wyjechał do Francji. Rozpoczął studia w zakresie architektury w paryskiej École des Beaux-Arts, równocześnie uczęszczał na zajęcia do prywatnej szkoły rysunku, Académie Julian. W czasie nauki otrzymał pięć medali (rodzaj wyróżnień w EBA). Odbył dwa staże: w 1907 praktykował u Bronisława Brochwicz-Rogoyskiego przy budowie centrali telefonicznej Cedergren w Warszawie, a  w 1908 przy budowie teatru w Nancy. W 1909 otrzymał zaświadczenie Certificat d’études – section d’architecture (posługiwał się nim jako dyplomem, którego formalnie nigdy nie uzyskał).
Po powrocie do Warszawy rozpoczął pracę samodzielnego architekta (początkowo współpracował z arch. Marianem Kontkiewiczem, z którego siostrą ożenił się). Jego twórczość można podzielić na trzy etapy. Początkowo (przed 1914) tworzył w stylu historyzmu  m.in. z elementami tzw. stylu narodowego i secesji, po 1918 został zwolennikiem neoklasycyzmu w jego najbardziej monumentalnej, państwowotwórczej postaci, a od końca lat 20. wszedł do obozu tzw. umiarkowanego modernizmu. Przez cały okres swojej aktywności zawodowej pozostał jednak wierny kulturze francuskiej. Oprócz prac z obszaru tzw. czystej architektury zajmował się też scenografią teatralną, urbanistyką; był też malarzem-portrecistą i rzeźbiarzem.
W październiku 1939 roku, odpowiadając na apel Stefana Starzyńskiego o odbudowę zniszczonego bombardowaniami miasta, rozpoczął współpracę z przedsiębiorcą budowlanym, R. Strzeszewskim.  Założył też własne biuro projektowe, którym kierował architekt Jan Łukasik. Biuro to wykonało dokumentację projektową szeregu prac adaptacyjnych w obiektach przejętych przez niemieckie władze okupacyjne (m.in. Pałacu Rady Ministrów czy pałacu Brühla). Sprawa ta z negatywnym wydźwiękiem trafiła na łamy prasy podziemnej (za naganne kontakty z okupantem groziła kara cywilna tzw. infamii, czyli ostracyzmu środowiskowego), ale po wyjaśnieniach Nagórskiego została anulowana.
Został zabity 7 sierpnia 1944 w egzekucji ludności cywilnej, dokonanej przez Niemców, najprawdopodobniej na terenie tzw. Bazaru Janasza, przylegającego do Hali Mirowskiej. 

## Twórczość
Juliusz Nagórski pracował jako architekt, urbanista i konserwator budynków zabytkowych, ponadto był dekoratorem wnętrz oraz autorem ich wyposażenia. Tworzył ołtarze kościelne, wyposażenia sklepów i aptek, biur, urzędów i banków. Projektował również prywatne ogrody zoologiczne, kaplice cmentarne, fabryki, kamienice, budynku dworcowe oraz wiele innych obiektów użyteczności publicznej. Ogółem był autorem ponad dziewięćdziesięciu obiektów oraz współautorem licznych nieruchomości. Mało znanym zajęciem Juliusza Nagórskiego były malarstwo i rzeźba, tworzył grafiki i pejzaże oraz modele pomników.

## Wybrane projekty

### W Warszawie
- Kamienica przy ulicy Koszykowej 8 (dla W. Kleinadla);
- Kamienica przy ulicy Smolnej 15 (dla Józefa Wernera)[1];
- Kamienica przy ulicy Smolnej 17 (dla firmy „Steinhagen i Saenger”)[1];
- Kamienica u zbiegu ulic Marszałkowskiej 75 i Wilczej 35 dla Jana Fruzińskiego – przebudowa i rozbudowa;
- Oficyna pałacu ks. Michała Korybut Woronieckiego przy ulicy Mokotowskiej 62;
- Kamienica przy ulicy Nowy Świat 2;
- Dom własny przy ulicy Targowej 15[2];
- Gmach Biblioteki Ordynacji Krasińskich przy ulicy Okólnik 9/9a;
- Salon wydawniczy „Biblioteki Polskiej” przy ulicy Nowy Świat 23/25;
- Yacht Club Oficerski przy ulicy Wybrzeże Kościuszkowskie 2;
- Przebudowa Mansjonarii − kamienicy przy ulicy Świętojańskiej 2 (dla Władysława Kościelskiego[3];
- Przebudowa pałacu L. Kronenberga przy placu Małachowskiego- projekt;
- Restauracja Pałacu Rady Ministrów;
- Elementy elewacji (zmiany w pierwotnym projekcie Józefa Holewińskiego) ; wystrój sali restauracyjnej, kawiarni i hallu w Hotelu Polonia;
- Sala główna Poczty Głównej;
- Zabudowania cukierni Lardellego przy ulicy Polnej;
- Francusko-Polskie Zakłady Samochodowo-Lotnicze na Okęciu;
- Ołtarz główny w kościele Najświętszego Zbawiciela (I i III nagroda w konkursie);
- Dworzec Główny w Warszawie (I nagroda w konkursie z 1921 roku);
- Projekt Wystawy Światowej w 1943 roku (projekt z 1934 roku) oraz Terenów Wystawowych na Saskiej Kępie (1938; zatwierdzony do realizacji).

### Poza Warszawą
- Oficerski Yacht Club w Augustowie;
- Dom wypoczynkowy w Juracie dla Adama Zagórskiego;
- Dwór w Gnojnie;
- Pałac w Zagórzanach;
- Pałac w Czerniejewie (przebudowa dla Skórzewskich);
- Dwór w Bratoszewicach (dla Rzewuskich);
- Odbudowa i przebudowa Pałacu Rady Ministrów w Warszawie po zniszczeniach we wrześniu 1939 roku;
- Odbudowa i przebudowa dachu pałacu Brühla w Warszawie po zniszczeniach we wrześniu 1939 roku.

## Życie prywatne
Był dwukrotnie żonaty: pierwszą jego żoną była Jadwiga Kontkiewiczówna (siostra arch. Mariana Kontkiewicza), z którą miał córkę – Wandę (po mężu Ożga). Drugą jego żoną była Halina Zyman. Miał pięcioro rodzeństwa; braci: Zygmunta, znanego prawnika, Adama, przyjaciela W. Tatarkiewicza i J. Lechonia oraz Bohdana, inż. specjalistę od budowy portów oraz dwie siostry; Hannę i Walentynę.